# Poesía en nórdico antiguo
La poesía en nórdico antiguo comprende una serie de versos escritos en nórdico antiguo durante el período que abarca desde el siglo VIII hasta fines del siglo XIII. Una cantidad significativa de literatura en nórdico antiguo fue preservada en Islandia, y también se conserva en 122 piedras rúnicas en Suecia, 54 en Noruega y 12 en Dinamarca. La literatura desempeñó un papel importante en el mundo social y religioso de los vikingos.
La poesía en antiguo nórdico se divide habitualmente en dos tipos: la poesía éddica y la poesía escáldica. Se caracteriza principalmente por es uso de aliteraciones, un vocabulario poético rico en heiti y uso de kennings. La fuente más importante sobre distintas formas poéticas en nórdico antiguo procede de la obra de Snorri Sturluson.

## Métrica

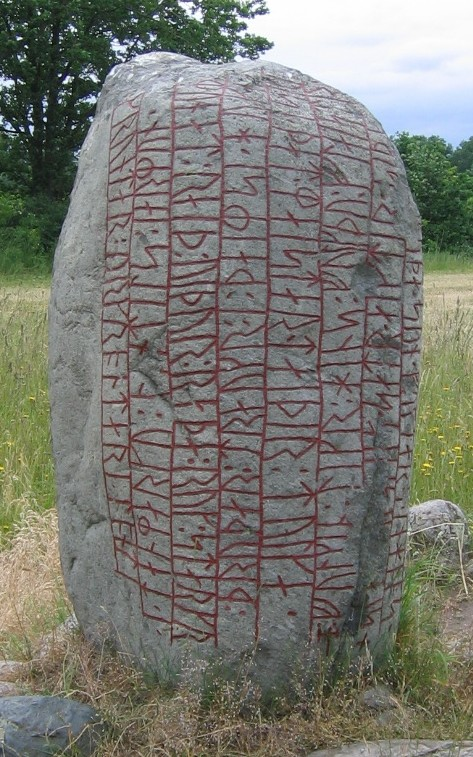
La piedra rúnica de Karlevi es una inscripción escáldica en dróttkvætt, erigida en recuerdo de un caudillo vikingo.

La poesía en nórdico antiguo es rica en distintas formas de métrica. Desde la más simple, fornyrðislag, hasta la más compleja dróttkvætt.
En la poesía eddica, las estructuras son generalmente simples, casi invariables en ljóðaháttr o fornyrðislag. Ljóðaháttr, (la métrica de los cantos), comprende estrofas rotas y se presta a diálogos y discursos. Fornyrðislag, ( la métrica de las viejas palabras), es la más ampliamente usada, presente en poemas de larga narrativa. Se compone de cuatro o más sílabas por línea. Otras formas conocidas son:
- Málaháttr parecido a fornyrðislag, pero ampliado a más de cinco sílabas.
- Hrynhendr háttr, variante de dróttkvætt.
- Kviðuháttr, una variante de fornyrðislag.
- Galdralag, una variante de ljóðaháttr.

## Poesía éddica
Características:
- El autor es siempre anónimo.
- La métrica es simple, en fornyrðislag, málaháttr o ljóðaháttr.
- El orden de las palabras suele ser relativamente sencillo.
- Los kennings se utilizan con moderación y las formas opacas son raras.

## Poesía escáldica
Características:
- El autor es conocido.
- La métrica está siempre presente, normalmente en dróttkvætt o una de sus variantes.
- La sintaxis está desarrollada, con frases entrelazadas.
- El uso de kennings se usa profusamente.